# Silicon Fen

Fenland

Silicon Fen (também conhecida como Cambridge Cluster ou Fenômeno de Cambridge) é a área localizada por volta de Cambridge, Inglaterra, na qual estão estabelecidos diversos negócios de alta-tecnologia. Muitos deles são focados em software, eletrônica e biotecnologia, além possuírem ligações com a Universidade de Cambridge. O interesse em tecnologia da área começou a empresa Acorn Computers e hoje essa área é considerada um dos mais importantes centros tecnológicos da Europa e top 3 em ecossistema de inovação do mundo.
Essa nomenclatura, de forma análoga ao Vale do Silício da Califórnia, possui como origem o fato de a área estar localizada ao sul de uma região denominada Fenland.

## História

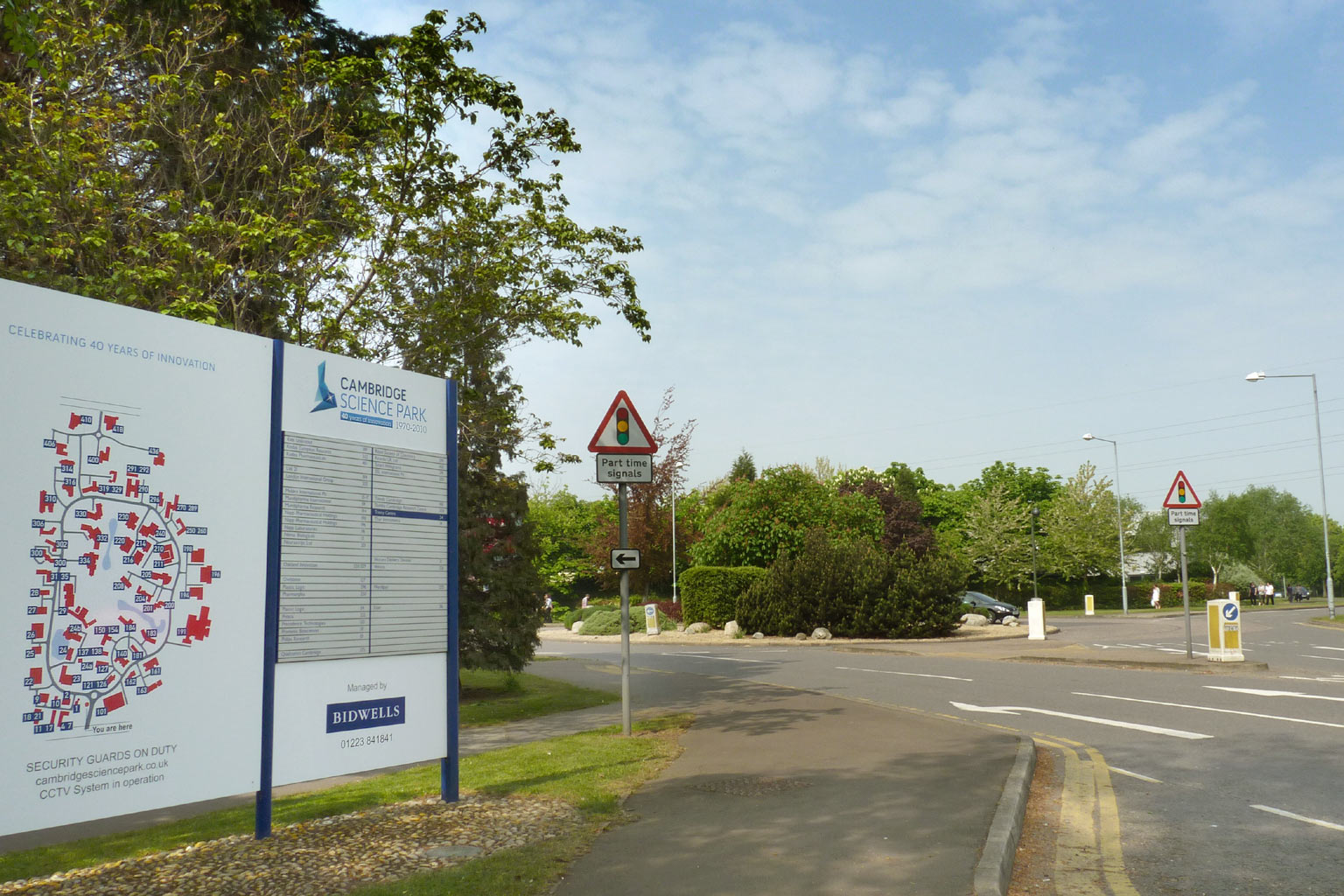
Cambridge Science Park

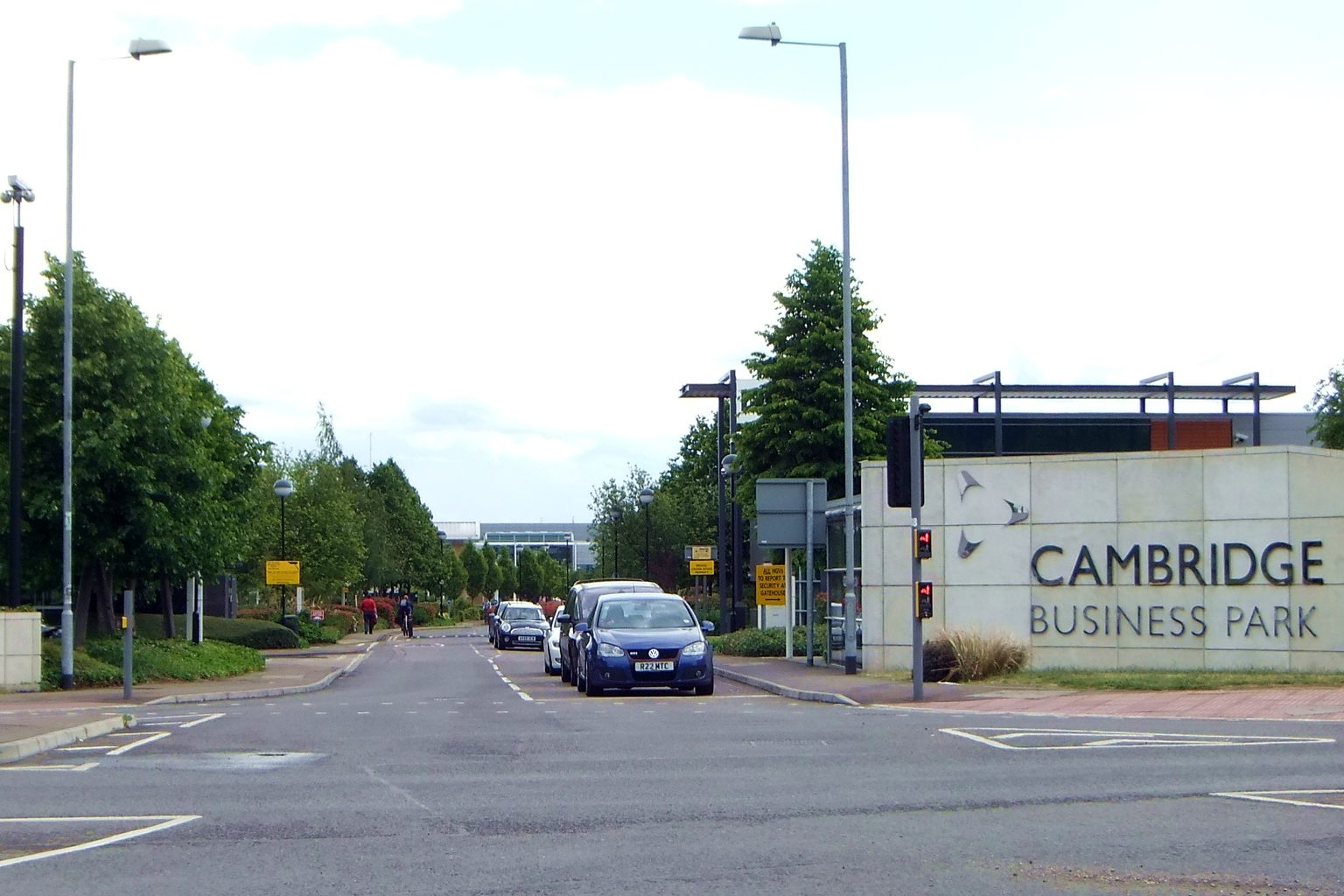
Cambridge Business Park

O Silicon Fen não poderia ter surgindo sem a presença da Universidade de Cambridge e seu histórico de descobertas e invenções tecnológicas, tendo esta universidade um lugar especial no mundo da ciência e inovação. Estabelecida em 1284, ela foi berço de alguns dos mais famosos nomes da ciência e de algumas das mais importantes descobertas como, por exemplo, o desenvolvimento da mecânica por Isaac Newton; a descoberta do elétron, em 1897, por Joseph John Thomson; a divisão do átomo, em 1923, por John Cockcroft e Ernest Thomas Sinton Walton; a invenção do motor a jato por Frank Whittle; o primeiro computador a usar programas armazenados, por Maurice Wilkes, em 1949; e a descoberta da estrutura do DNA, por Francis Crick e James Watson, em 1953. Houve também certa contribuição por parte do Trinity College, onde Charles Babbage, inventor da calculadora mecânica, estudou matemática no começo de 1800.
Muitas das empresas começaram como um spin-off de projetos iniciados por graduandos e profissionais da Universidade de Cambridge, em uma cidade que antes só possuía uma pequena indústria do setor elétrico. Esse processo ficou conhecido como o Fenômeno de Cambridge e vem ocorrendo de forma mais intensa desde a década de 1960. Porém, a primeira empresa surgida como um spin-off foi a Cambridge Scientific Instrument Company, em 1881, por Horace Darwin, o filho mais novo de Charles Darwin.
Em 1950, no intuito de manter o caráter de cidade universitária de Cambridge, foi feito um planejamento denominado relatório Holford Wright, que possuía como proposta evitar o crescimento da cidade em favor das áreas mais periféricas e que a expansão industrial e o alto volume de produção fossem desencorajados. Esse plano foi aceito pelo governo, mas significava que negócios importantes e investimentos em pesquisa e desenvolvimento iriam para outros locais, como foi o caso da IBM European R&D. No entanto, pequenos negócios de pesquisa e desenvolvimento continuaram em Cambridge por conta das facilidades da produção em massa.
Em 1967, o Mott Report, um subcomitê do senado da Universidade de Cambridge, considerou o planejamento de aspectos de relacionamento entre a ciência baseada na indústria e a universidade. Sendo assim, o Mott Report considerou uma maior flexibilidade das, até então, atuais restrições e a formação de um parque científico. Dessa forma, em 1970 surgiu o Cambridge Science Park, o primeiro parque científico do Reino Unido, como uma iniciativa do Trinity College junto com a Universidade de Cambrdige.
Em 1985, um influente relatório intitulado Cambridge Phenomenon foi produzido pela editora de Cambridge Segal Quince & Partners. Ele estudava o desenvolvimento de pequenas empresas de alta-tecnologia, as relações entre a indústria e a universidade e o papel dos setores público e privado.
Na década de 1990 foi possível notar relacionamentos entre universidade e grandes multinacionais como, por exemplo, Glaxo e o Departamento de Farmacologia; Microsoft Research e o Laboratório de Computação de Cambridge. O Silicon Fen não havia sido planejado, mas essa área de Cambridge a partir de então foi sujeita a planejamentos de organizações como The Cambridge Network e The Greater Cambridge Partnership.
Em 1997 surgiu um relatório denominado Cambridge Phenomenon Mkll, pela Segal Quince Wicksteed, que criticava a falta de suporte do governo nacional para permitir o crescimento de negócios de alta-tecnologia e a falta de infraestrutura.
Em fevereiro de 2006, Cambridge Judge Business School estimou que havia por volta de 250 startups ativas diretamente ligadas à universidade e avaliadas em um valor em torno de 6 bilhões de dólares. Porém, apenas uma pequena proporção dessas empresas cresceram a ponto de tornarem-se multinacionais como: Acorn RISC Machine (ARM), Autonomy Corporation e AVEVA. Estes foram os exemplos mais clássicos, porém, mais recentemente, CSR teve um grande crescimento por conta da tecnologia Bluetooth.
Foi visto em 2012 um crescimento na taxa de empregabilidade por conta da concentração dos centros de pesquisa e desenvolvimento. Isso ocorreu por conta da limitada competitividade entre as vagas e, consequentemente, os baixos custos.
Nos últimos 20 anos a economia britânica mudou através da redução de taxas, da mudança de uma espécie de estado providência para um mais empreendedor e da economia de livre mercado, começando a atrair bancos estrangeiros e investidores internacionais para a cidade de Londres. O aumento dos investidores de risco fez com que startups tivessem acesso a finanças que antes não eram disponíveis. O Silicon Fen é atualmente o segundo maior mercado de investimento de risco do mundo, depois do Vale do Silício. Além disso, também vale ressaltar que a atitude liberal da Universidade de Cambridge aos direitos de propriedade intelectual permitiu o spin-off de empresas a partir de pesquisas. Atualmente, diversos líderes dessas empresas estão ligados à universidade como, por exemplo, Roger Needham, professor de sistemas de computação que dirige o Laboratório de Pesquisa da Microsoft e o Laboratório de Computação de Cambridge; e Alec Broers, que foi vice-reitor da Universidade de Cambridge e pesquisador da IBM por 20 anos.